# Comuna Sânmihaiu de Câmpie, Bistrița-Năsăud
Sânmihaiu de Câmpie (în maghiară: Mezőszentmihály, în germană: Michelsdorf auf der Heide) este o comună în județul Bistrița-Năsăud, Transilvania, România, formată din satele Brăteni, La Curte, Sălcuța, Sânmihaiu de Câmpie (reședința), Stupini și Zoreni.

## Demografie
Componența etnică a comunei Sânmihaiu de Câmpie
     Români (83,03%)
     Romi (7,88%)
     Maghiari (1,89%)
     Alte etnii (7,2%)
Componența confesională a comunei Sânmihaiu de Câmpie
     Ortodocși (85,09%)
     Penticostali (4,46%)
     Reformați (1,03%)
     Alte religii (2,23%)
     Necunoscută (7,2%)
Conform recensământului efectuat în 2021, populația comunei Sânmihaiu de Câmpie se ridică la 1.167 de locuitori, în scădere față de recensământul anterior din 2011, când fuseseră înregistrați 1.459 de locuitori. Majoritatea locuitorilor sunt români (83,03%), cu minorități de romi (7,88%) și maghiari (1,89%). Din punct de vedere confesional, majoritatea locuitorilor sunt ortodocși (85,09%), cu minorități de penticostali (4,46%) și reformați (1,03%), iar pentru 7,2% nu se cunoaște apartenența confesională.

## Politică și administrație
Comuna Sânmihaiu de Câmpie este administrată de un primar și un consiliu local compus din 9 consilieri. Primarul, Ioan Mate[*], de la Partidul Social Democrat, este în funcție din 2012. Începând cu alegerile locale din 2024, consiliul local are următoarea componență pe partide politice:
|  | Partid                    | Consilieri | Componența Consiliului | Componența Consiliului | Componența Consiliului | Componența Consiliului | Componența Consiliului | Componența Consiliului |
|  | ------------------------- | ---------- | ---------------------- | ---------------------- | ---------------------- | ---------------------- | ---------------------- | ---------------------- |
|  | Partidul Social Democrat  | 6          |                        |                        |                        |                        |                        |                        |
|  | Partidul Național Liberal | 3          |                        |                        |                        |                        |                        |                        |

## Atracții turistice
- Biserica de lemn "Sfinții Arhangheli Mihail și Gavriil" din satul Sălcuța, construcție secolul al XVIII-lea, monument istoric
- Biserica de lemn "Sfinții Arhangheli Mihail și Gavriil" din satul Zoreni
- Monumentul Eroilor din satul Sânmihaiu de Câmpie
- Monumentul Eroilor din satul Brăteni
- Lacul de agrement din Brăteni

## Personalități născute aici
- Ioan Fiscuteanu (1937 - 2007), actor.